# Greenwich Mean Time

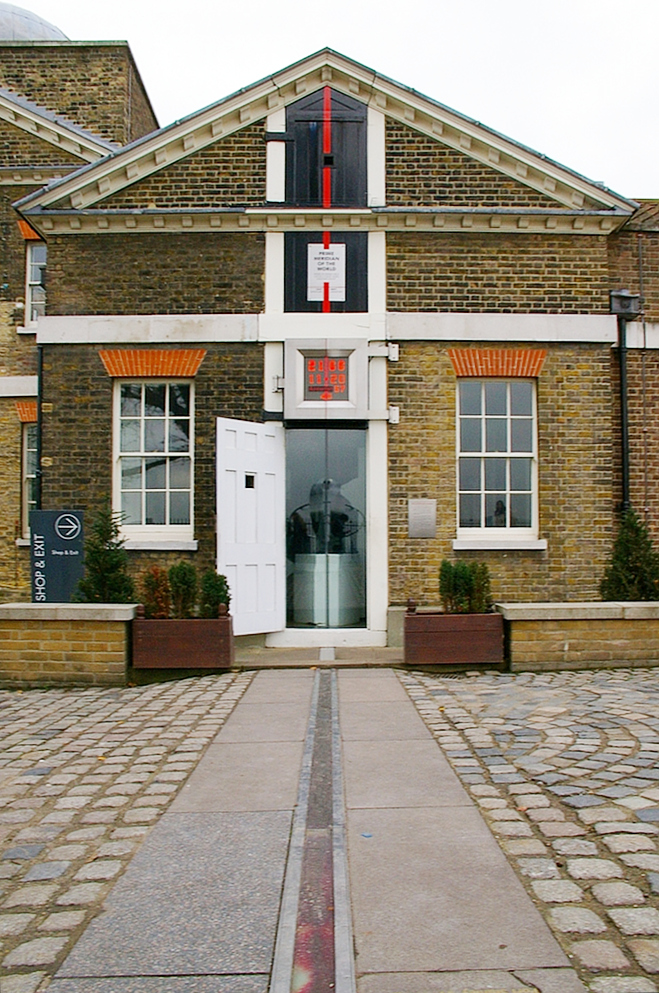
Royal Greenwich Observatory met de nulmeridiaan

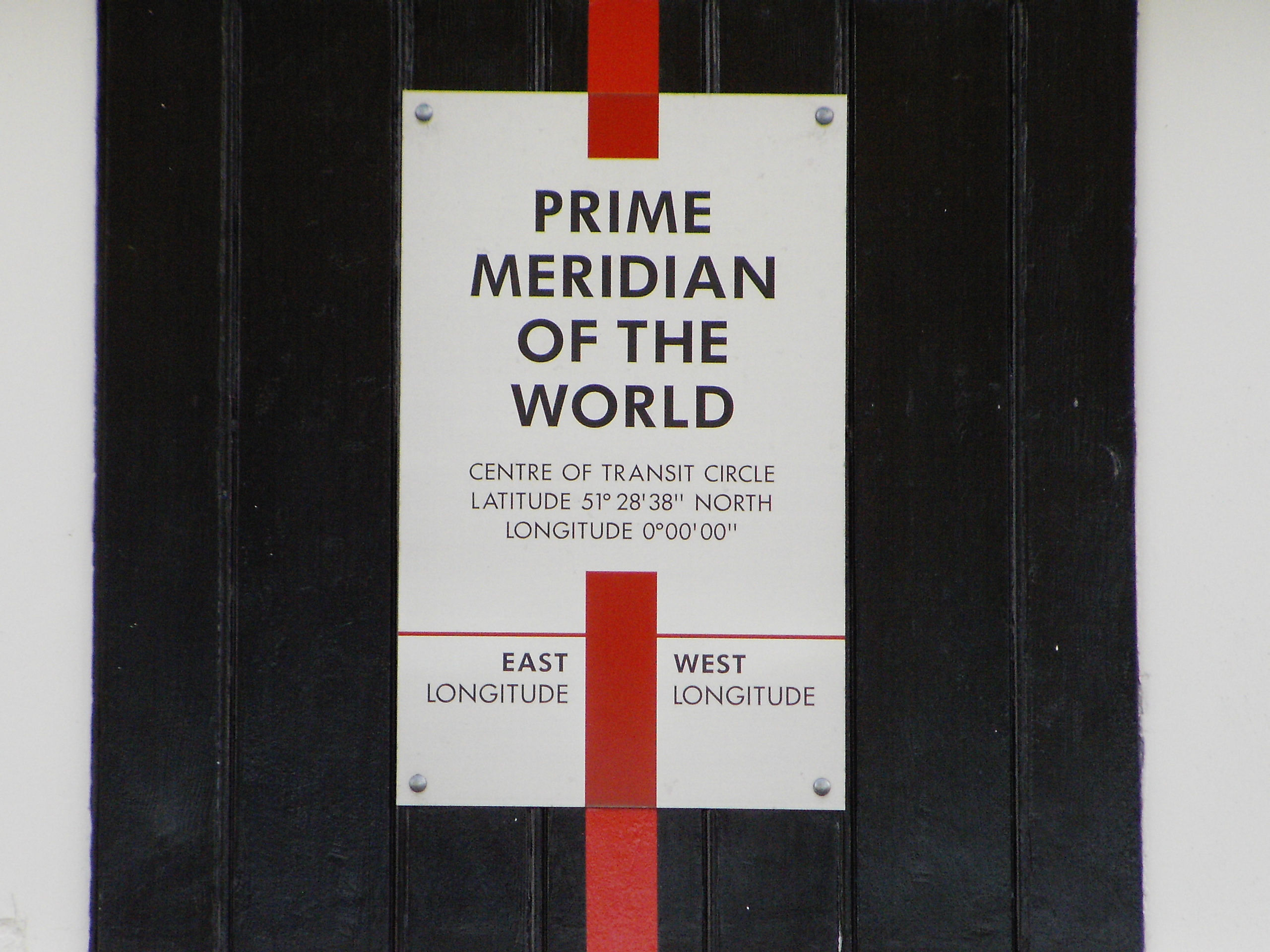
Nulmeridiaan: 0° ooster- en westerlengte

Greenwich Mean Time, afgekort tot GMT (soms incorrect geïnterpreteerd als Greenwich Meridian Time), is de tijdzone waarin onder meer het Verenigd Koninkrijk valt. Oorspronkelijk was GMT de middelbare zonnetijd op de lengtegraad van het Koninklijk Observatorium van Greenwich in Londen. GMT komt in de praktijk overeen met UTC, de gecoördineerde wereldtijd, die sinds 1972 GMT vervangt.
De meridiaan van Greenwich, een belangrijke nulmeridiaan, loopt door Greenwich, een stadsdeel van Londen in het Verenigd Koninkrijk. Het is de lijn waar de lengtegraad gelijk is aan 0. Noen, ofwel het moment dat in Greenwich de middelbare zon (zie hierna) op zijn hoogste punt aan de hemel staat (in het zuiden), is het in deze tijdzone precies twaalf uur 's middags. De aanduiding hiervoor is 12.00 GMT.
De noen van GMT is niet noodzakelijkerwijs het tijdstip waarop de zon door de meridiaan van Greenwich gaat en in Greenwich zijn hoogste punt aan de hemel bereikt. De snelheid van de aarde rond de zon varieert namelijk enigszins met de jaargetijden ten gevolge van de elliptische vorm van de aardbaan. Het verschil kan oplopen tot circa 16 minuten. Er is een "middelbare zon" gedefinieerd op basis van het jaargemiddelde van deze beweging. Vandaar ook het woord mean (= gemiddeld of middelbaar) in de benaming Greenwich Mean Time.
Bij internationaal verkeer, zoals telefonisch, telegrafisch en later radioverkeer en internet, was het nodig om over de hele wereld één tijdstandaard te hebben. Hierdoor kon men wereldwijd een tijdsmoment afspreken.
Een andere standaard is UTC (Universal Time Coordinated), die gebaseerd is op de internationale atoomtijd. Beide tijdschalen verschillen een constant aantal seconden van elkaar. Vanwege (kleine) onregelmatigheden in de aardrotatie lopen beide tijdschalen niet even snel, zodat het soms nodig is om een extra schrikkelseconde toe te voegen.

## België
België ligt geografisch in de GMT-tijdzone, maar werd tijdens de Duitse bezetting van 1914 verplicht over te schakelen op Midden-Europese Tijd. Na afloop van de oorlog in 1918 keerde België meteen terug naar Greenwichtijd. Tijdens de Duitse bezetting van 1940 werd opnieuw de MET ingevoerd. Na de bevrijding keerde België niet terug naar de GMT en behield de MET.